# Co-Graph
In der Informatik ist ein Co-Graph ein ungerichteter Graph {\displaystyle G=(V,E)}, welcher sich mit bestimmten elementaren Operationen konstruieren lässt. Auf Co-Graphen lassen sich viele schwere Probleme wie z. B. CLIQUE und das damit eng verwandte UNABHÄNGIGE MENGE sowie KNOTENÜBERDECKUNG in Linearzeit lösen.

## Definition

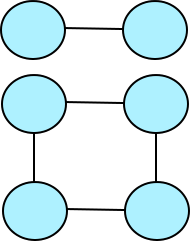
Abbildung eines Co-Graphen. Wie man sieht, ist kein induzierter enthalten.

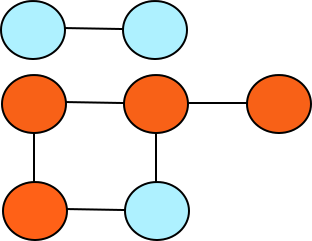
Dieser Graph ist kein Co-Graph, da ein induzierter enthalten ist.

Ein Graph {\displaystyle G=(V,E)} ist ein Co-Graph, falls er sich mit den folgenden drei Operationen konstruieren lässt:
1. Der Graph {\displaystyle K_{1}} mit genau einem Knoten ist ein Co-Graph (in Zeichen {\displaystyle K_{1}=\bullet }).
2. Für zwei Co-Graphen {\displaystyle G_{1}=(V_{1},E_{1})} und {\displaystyle G_{2}=(V_{2},E_{2})} ist die disjunkte Vereinigung {\displaystyle G_{1}\cup G_{2}:=(V_{1}\cup V_{2},E_{1}\cup E_{2})} ein Co-Graph.
3. Für zwei Co-Graphen {\displaystyle G_{1}=(V_{1},E_{1})} und {\displaystyle G_{2}=(V_{2},E_{2})} ist die disjunkte Summe {\displaystyle G_{1}\times G_{2}:=(V_{1}\cup V_{2},E_{1}\cup E_{2}\cup \lbrace \lbrace u,v\rbrace |u\in V_{1},v\in V_{2}\rbrace )} ein Co-Graph.

## Äquivalente Charakterisierungen
Für einen Graphen {\displaystyle G} sind folgende Aussagen äquivalent:
- {\displaystyle G} ist ein Co-Graph.
- {\displaystyle G} enthält keinen induzierten {\displaystyle P_{4}}, wobei {\displaystyle P_{4}} den ungerichteten Weg mit vier Knoten bezeichnet.
- Der Komplementgraph jedes zusammenhängenden induzierten Teilgraphen von {\displaystyle G} mit mindestens zwei Knoten ist unzusammenhängend.
- {\displaystyle G} lässt sich mit den folgenden drei Regeln konstruieren:

1. Jeder Graph {\displaystyle K_{1}} mit genau einem Knoten ist ein Co-Graph.
2. Für zwei Co-Graphen {\displaystyle G_{1}} und {\displaystyle G_{2}} ist die disjunkte Vereinigung {\displaystyle G_{1}\cup G_{2}} ein Co-Graph.
3. Für einen Co-Graphen {\displaystyle G} ist auch der Komplementgraph {\displaystyle {\bar {G}}} ein Co-Graph.

## Co-Baum
Um auf Co-Graphen effizient schwere Probleme lösen zu können, kann man sie mithilfe von Co-Bäumen darstellen. Ein Co-Baum ist ein binärer Baum, dessen Blätter mit {\displaystyle \bullet } und dessen innere Knoten mit {\displaystyle \cup } bzw. {\displaystyle \times } markiert sind.
Ein Co-Baum {\displaystyle T} ist wie folgt definiert:
1. Der Co-Baum {\displaystyle T} zu dem Co-Graphen {\displaystyle G=\bullet } ist der Baum mit einem Knoten, der mit {\displaystyle \bullet } markiert ist.
2. Seien {\displaystyle G_{1}} und {\displaystyle G_{2}} Co-Graphen mit den Co-Bäumen {\displaystyle T_{1}} und {\displaystyle T_{2}}. Der Co-Baum {\displaystyle T} zu der disjunkten Vereinigung von {\displaystyle G_{1}} und {\displaystyle G_{2}} besteht aus einem mit {\displaystyle \cup } markierten Wurzelknoten mit den Kindern {\displaystyle T_{1}} und {\displaystyle T_{2}}.
3. Seien {\displaystyle G_{1}} und {\displaystyle G_{2}} Co-Graphen mit den Co-Bäumen {\displaystyle T_{1}} und {\displaystyle T_{2}}. Der Co-Baum {\displaystyle T} zu der disjunkten Summe von {\displaystyle G_{1}} und {\displaystyle G_{2}} besteht aus einem mit {\displaystyle \times } markierten Wurzelknoten mit den Kindern {\displaystyle T_{1}} und {\displaystyle T_{2}}.

## Beispiel
Das nachfolgende Beispiel skizziert die Konstruktion eines Co-Graphen {\displaystyle G_{5}} mit zugehörigem Co-Baum {\displaystyle T_{5}}:
| Co-Graph                                | Darstellung des Co-Graphen | Darstellung des Co-Baumes | Co-Baum               |
| --------------------------------------- | -------------------------- | ------------------------- | --------------------- |
| {\displaystyle G_{1}=\bullet }          |                            |                           | {\displaystyle T_{1}} |
| {\displaystyle G_{2}=G_{1}\cup G_{1}}   |                            |                           | {\displaystyle T_{2}} |
| {\displaystyle G_{3}=G_{1}\times G_{2}} |                            |                           | {\displaystyle T_{3}} |
| {\displaystyle G_{4}=G_{3}\cup G_{3}}   |                            |                           | {\displaystyle T_{4}} |
| {\displaystyle G_{5}=G_{1}\times G_{4}} |                            |                           | {\displaystyle T_{5}} |

Weitere Beispiele für Co-Graphen sind vollständige Graphen und vollständig unzusammenhängende Graphen.

## Eigenschaften von Co-Graphen
Es ist leicht einzusehen, dass Co-Graphen unter Komplementbildung abgeschlossen sind. Um den Komplementgraphen zu erzeugen, müssen im zugehörigen Co-Baum lediglich die Operationen {\displaystyle \cup } und {\displaystyle \times } vertauscht werden.
Weiterhin ist die Menge der Co-Graphen unter Bildung induzierter Teilgraphen abgeschlossen.
Ebenfalls ist bekannt, dass jeder Co-Graph ein perfekter Graph ist.

## Anwendung in der Algorithmik
Einige schwere Graphenprobleme lassen sich auf Co-Graphen in Linearzeit lösen. Dazu zählen u. a. die Probleme UNABHÄNGIGE MENGE, CLIQUE und KNOTENÜBERDECKUNG.
Mithilfe von dynamischer Programmierung auf den zugehörigen Co-Bäumen lassen sich einfach und elegant Lösungen für die genannten Probleme finden.